# Apple IIGS
Apple IIファミリーで、最もパワフルな、5世代目のApple IIGS（スタイルはIIGS）は、Appleがデザイン、製造していた16ビットのパソコンである。AmigaやAtari STと似通った解像度や表示色数、Macintoshのルック＆フィールを採用しながらも、初期のApple IIモデルとの互換性を保っている。名前の「GS」は「Graphics and Sound」の略で、マルチメディアハードウェアの強化、特に最高水準のオーディオを搭載していることを表している。
16ビットの65C816マイクロプロセッサを搭載し、メガバイトのRAMに直接アクセスできるほか、マウスを装備するなど、それまでのApple IIとは一線を画している。GUIにカラーを採用し（Macのカラー化は半年後のMacintosh IIで実現）、キーボードやマウスなどの入力デバイスにApple Desktop Busインターフェースを採用したApple初のコンピュータである。エンソニックの技術を応用したウェーブテーブル合成チップを搭載した最初のパーソナルコンピュータである。
IIGSは、Apple IIラインの有望な未来と進化の進歩を示したが、AppleはMacintoshシリーズにフォーカスし、IIGSの生産は1992年12月に停止された。

## ハードウェア機能
Apple IIGSは、Apple IIe、Apple IIcを大幅に改良した製品である。Mega IIと呼ばれるカスタムチップで前機種をエミュレートし、当時の新製品である16ビットCPU「WDC 65C816」を採用した。このプロセッサは2.8MHzで動作し、初期のApple IIモデルで使用されていた8ビットCPUより高速である。この65C816によって、IIGSはかなり多くのRAMをアドレスすることができるようになった。
2.8MHzというクロックは、IIGSの性能をMacintoshより抑えるための意図的な決定であった。IIGSに採用されたオリジナルの65C816は、4MHzまでの動作が保証されていた。 65C816は、後に5〜14MHzの高速版が出回ったが、アップルはIIGS生産期間中、2.8MHzを維持していた。
グラフィック機能は、ビデオモードの高解像度化と表示色数増加が図られ、Apple IIシリーズの中で最も優れている。2ビットカラーの640×200ピクセルモードと4ビットカラーの320×200モードがあり、いずれも4096色のパレットから4色または16色を同時に選択できるようになっている。スキャンラインごとにパレットを変更することで、1画面あたり最大256色以上の表示が可能となる。プログラムを工夫すれば、3,200色もの色を同時に表示させることも可能である。
オーディオは内蔵のEnsoniq 5503デジタルシンセサイザーチップによって生成され、専用RAMと32チャンネルのサウンドを備えている。これらのチャンネルをペアにして、ステレオで最大15ボイスを生成する。
IIGSは、5.25インチと3.5インチの両方のフロッピーディスクをサポートし、Apple II、II+、およびIIeのものと互換性のある7つの汎用拡張スロットを備えている。最大8MBまでのメモリ拡張スロットがある。 IIGSポートには、追加のフロッピーディスクドライブ用、プリンタやモデムなどのデバイス用の2つのシリアルポート（LocalTalkネットワークへの接続にも使用可能）、キーボードとマウスを接続するためのApple Desktop Busポート、およびコンポジットとビデオポートがある。
リアルタイムクロックは、内蔵バッテリ（交換不可能な3.6ボルトのリチウムバッテリ。後のリビジョンの交換可能）により保持される。
IIGSは、 LocalTalkケーブルでAppleTalkプロトコルを介したAppleShareサーバからの起動をサポートしている。これは、NetBootがMac OS 8以降を実行しているMacintoshに同等の機能を提供するより10年以上前からであった。

### グラフィックス
Apple IIGSは、従来のApple IIのすべてのグラフィックモードに加えて、カスタムVGC（ビデオ・グラフィックス・チップ）によっていくつかの新しいグラフィックモードを導入していた。これらの全てのモードは、12ビットのパレットを使用しており、最大4096色表示が可能であるが、すべての色が同時に画面に表示されるわけではない。
- 320×200ピクセル、16色のパレットを1つ使用

- 320×200画素で16色のパレットを最大16個持つモード。このモードでは、VGCは16色のパレットを16個ずつメモリに保持する。200本の走査線それぞれに任意のパレットを割り当てることができ、最大で256色の表示が可能。
- 320×200ピクセル、16色のパレットを最大200個搭載。このモードでは、CPUがVGCを支援してビデオメモリーにパレットを出し入れすることで、各走査線に16色のパレットを割り当てることができ、最大で3,200色の表示が可能。
- 320×200ピクセルで1パレット15色、さらにフィルモードカラーがある。このモードでは、パレットの0色が、走査線上に表示されている最後の0色ではない色のピクセルに置き換えられ、高速なベタ塗りグラフィック（輪郭のみで描かれる）が可能。
- 640×200画素で純色4色。
- 640×200画素、純色4色のパレットを最大16個まで使用可能。このモードでは、VGCは4色の純色パレットを16個ずつメモリに保持する。200本の走査線それぞれに任意のパレットを割り当てることができ、最大64色を同時表示可能。
- 640×200画素、16色ディザモード。このモードでは、純色4色のパレットを2つ、交互に並べて使用します。隣接する画素の色をハードウェアでディザリングすることで、合計16色を表示可能。

画面上の各走査線は、320/640ラインモード、フィルモード（320モードのみ）、16種類のパレットをそれぞれ独立して選択でき、画面上でグラフィックモードを混在させることができる。グラフィックスプログラムでは、メニューバーが常に640ピクセルの解像度で表示され、ユーザーのニーズに応じて作業領域のモードを変更できるようになっている。

### オーディオ
Apple IIGSのサウンドは、コモドール64で使用されているSIDシンセサイザチップの作成者であるBob Yannesによって設計されたEnsoniq 5503DOCウェーブテーブルシンセシスチップによって提供されている。 ES5503 DOCは、プロフェッショナル向けシンセサイザ「Ensoniq Mirage」や「Ensoniq ESQ-1」に搭載されているチップと同じものである。このチップには32個のオシレータがあり、最大32の独立した音色を作ることができるが、Appleのファームウェアでは、OSの標準ツールのほぼ同様に、より豊かなサウンドのために15個の音色（1個のオシレータはシステムタイミング用に確保）にペアリングする（MIDISynth Tool Setは1音色あたり4チャンネルをグループ化して7声のオーディオが限界である）。IIGSはよく15ボイスシステムと呼ばれるが、これは1つのステレオボイスがタイミングとシステム音のために常にOSによって予約されているためであった。OSを使わないソフトや、カスタムプログラムされたツールを使うソフト（ゲームやデモのほとんどがそうです）は、チップに直接アクセスして32ボイスすべてを活用することができる。
1989年、レコード会社アップル・コアが、一時中断していたAppleへの訴訟を再開した最大の理由は、このコンピュータのオーディオ機能にあった。アップル・コアは、IIGSのオーディオチップが、Appleが音楽ビジネスに関与することを禁じた1981年の同社との和解条件に違反していると主張した。
ケース背面には標準的な1/8インチのヘッドホンジャックを備え、そこに標準的なステレオコンピュータスピーカを取り付けることが可能である。しかし、このジャックはモノラルサウンドしか提供しないため、ステレオにするにはサードパーティ製のアダプタカードが必要である（ステレオオーディオは基本的にマシンに組み込まれているが、サードパーティのカードによって多重化を解除する必要がある） 。Ensoniqは16チャンネルを駆動することができるが、Appleが提供したモレックス拡張コネクタは8チャンネルしか使用できず、ほとんどのステレオカードは2チャンネル（左/右のステレオ）しか提供しない。MDIdeasのSuperSonic と Applied Engineeringの SonicBlasterは、この目的のために開発された数少ないカードで、Ensoniq の内蔵 ADC への入力を提供し、実際の音をコンピュータに取り込み録音することも可能であった。IIGSのロジックボードには、システムメモリとは別に64KBの専用サウンドメモリ（DOC-RAM）が内蔵され、サンプリングしたウェーブテーブル楽器をEnsoniqチップに格納することができる。

### 拡張性

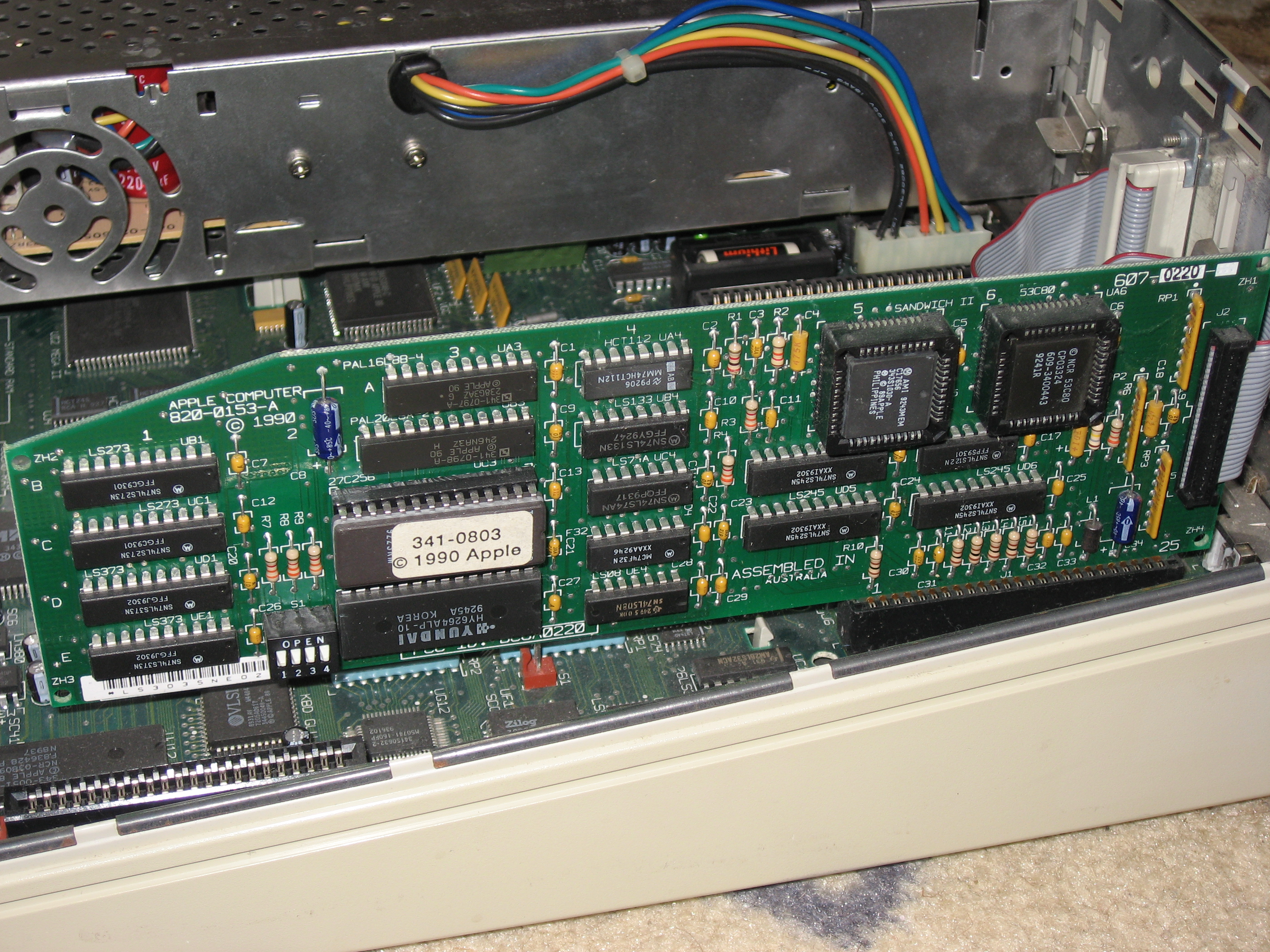
Apple IIGSに増設されたApple SCSI拡張カード

Apple  IIGSは、それまでのApple IIマシンと同様に、高い拡張性を持っている。拡張スロットは様々な用途に使用でき、コンピュータの能力を大幅に向上させることができます。SCSIホストアダプタは、ハードディスクやCD-ROMドライブなどの外部SCSIデバイスを接続するために使用することができます。また、最近の内蔵型2.5インチIDEハードディスクに対応したアダプタなど、他の大容量記憶装置も使用できる。Apple IIGSの拡張カードのもう一つの一般的なクラスは、アプライドエンジニアリングのTransWarp GSのような、コンピュータの元のプロセッサをより高速なものに置き換えるアクセラレータカードである。アプライドエンジニアリングは、IBM PC/XTをカード化したPC Transporterを開発した。ほかにも、10BASE-T EthernetやCompactFlashカードなど、新しい技術をIIGSで利用できるものなど、さまざまなカードが作られた。

## 開発の経緯
スティーブ・ウォズニアックは1985年1月、Appleが65816を調査しており、8MHz版なら「ほとんどのアプリケーションで68000を打ち負かすだろう」と語ったが、これを使う製品はApple IIと互換性がなければならない。「Apple IIx」での彼の仕事について噂が広まった。Apple IIxは、16ビットCPU、1メガバイトのRAM、およびより優れたグラフィックスとサウンドを備えていると言われていた。"IIX "は、65816をベースにした次世代Apple IIを開発する、Apple社内プロジェクトの初のコードネームであった。しかし、このプロジェクトは、他のコンピュータシステムをエミュレートするための様々なコプロセッサを搭載しようとしたため、泥沼化した。また、65816の初期サンプルにも問題があった。これらの問題によりIIxプロジェクトは中止となったが、その後、アップデートされたApple IIを作るための新しいプロジェクトが結成された。このプロジェクトは、今回発表されたIIGSにつながるもので、新システム開発中は"Phoenix", "Rambo", "Gumby", "Cortland"など、様々なコードネームで呼ばれていた。Appleでは、数年前から大幅に改良されたプロトタイプが作られたという噂があったが、どれも発表されなかった。これまでに明らかになったのは、「Mark Twain」という1台だけである。Mark Twainのプロトタイプ（トウェインの有名な言葉「私の死に関する報道は非常に誇張されている」から名付けられた）は、「ROM 04」改訂版を搭載すると予想され（ただし発見されているプロトタイプには新しいROMコードは含まれていない）、8MHz 65C816、内蔵スーパードライブ、2MB RAM、ハードディスクを搭載していた。
GS/OSはSOSの要素を取り入れ、ProDOSを経由してSOSファイルシステムを搭載、キーボードは矢印キーが2段速になるユニークなもの、ASCIIテキストをカラー化するなど、失敗したApple IIIのデザインはApple IIGSにも受け継がれた。

## リリース

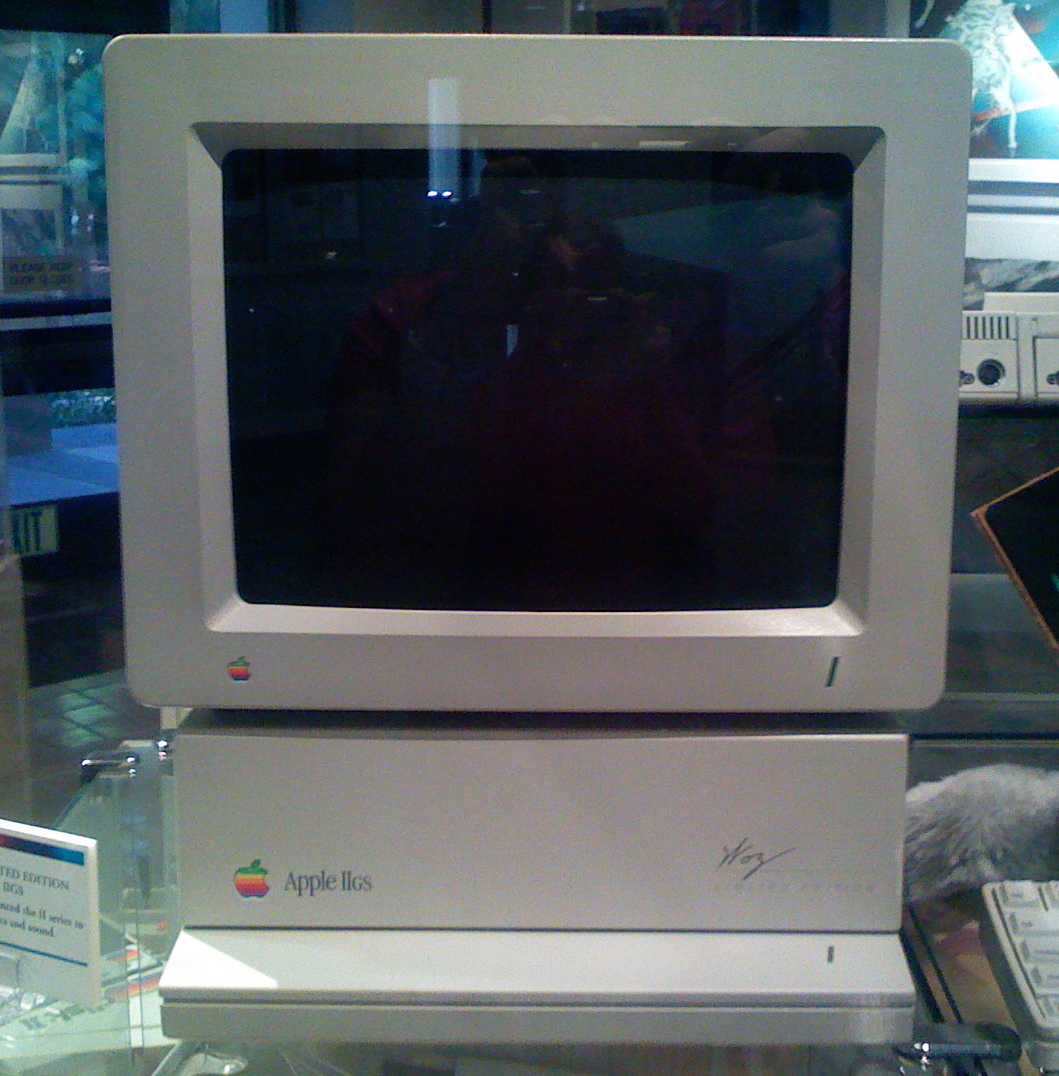
Apple IIGS「WozEdition」、前面に署名付き

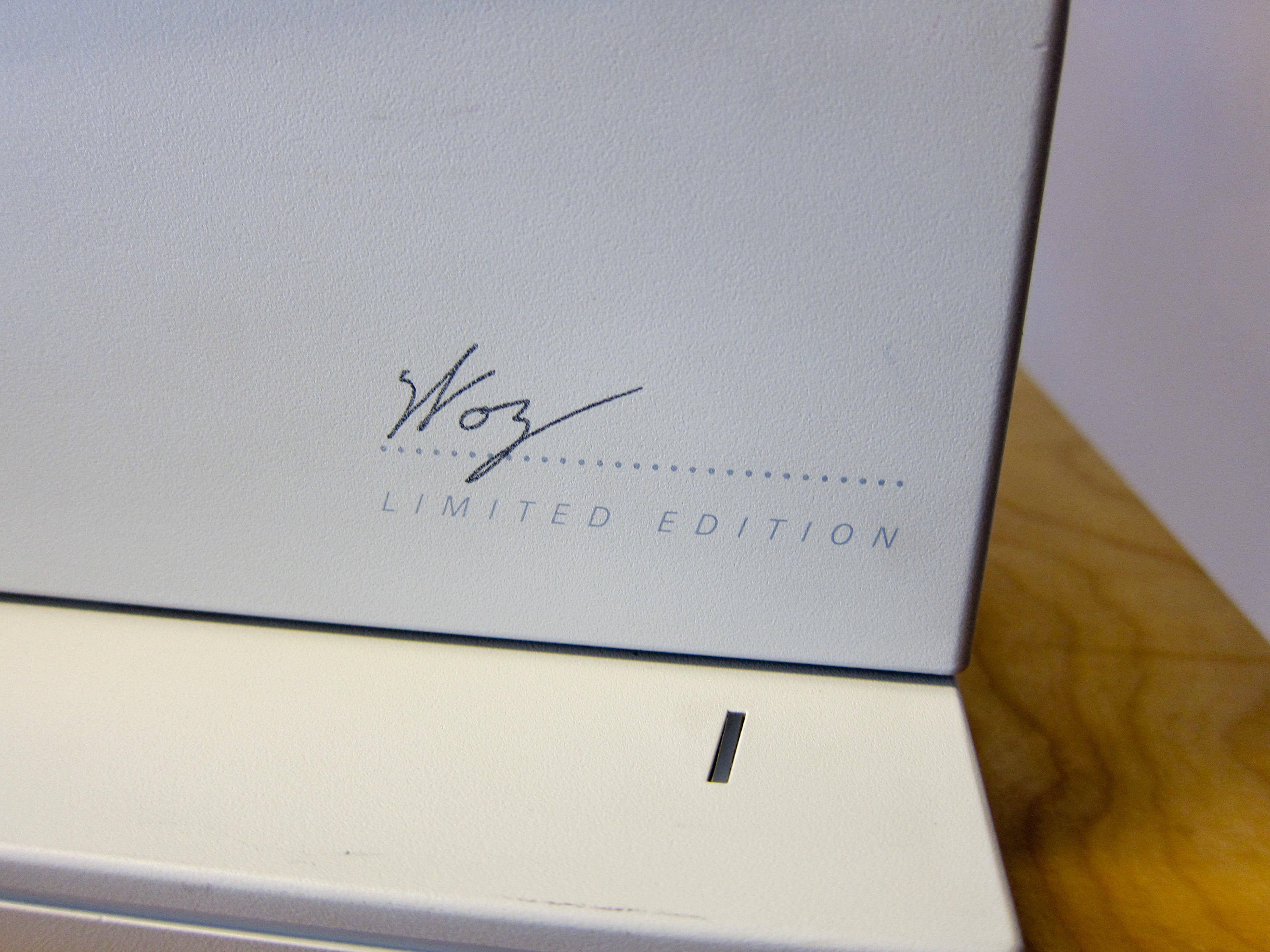
Apple IIGS Limited Editionに印刷された「ウォズ」サインのクローズアップビュー

発売当時、AppleはBose Roommateスピーカーの専用セットを販売した。プラチナカラーで、各フロントスピーカーグリルのBoseの横にAppleのロゴが入ったものである。
ROM3のイースターエッグ（Command-Option-Control-Nで起動）では、開発チームのメンバーがリストアップされ、「Apple II！」と叫ぶオーディオクリップが再生される 。

### Limited Edition（「Woz」署名付きケース）
Apple IIシリーズの開発10周年と、Apple Computerの創立10周年を記念して、製品発売時に特別限定版を発売した。最初に製造された5万台のApple IIGSには、筐体の右手前にウォズニアックのサイン（「Woz」）が印刷され、そのすぐ下に点線と「Limited Edition」の文字が印刷されていた。Limited Editionの所有者は、Appleの登録カードを郵送した後、ウォズニアックとAppleの主要エンジニア12人のサイン入り証明書と、ウォズニアック本人からの直筆の手紙（いずれも印刷）が返送された。通常版とLimited Editionの違いは外観だけであったため、多くの新品のオーナーは、古い（そしておそらく機能しない）マシンからケースの蓋を交換するだけで、Limited Editionに「転換」することができたのである。Apple IIのユーザやコレクタにとっては懐かしくもあるが、現在ではこれらの印刷文字入りケースは希少価値があるとは考えられておらず、金銭的な価値も特にない。

### Apple IIeからのアップグレード

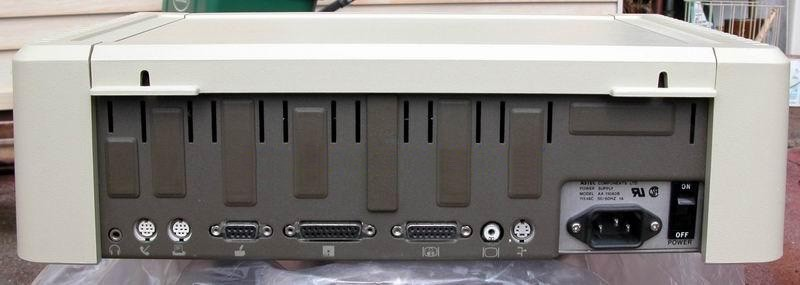
新しいポート開口部とコネクタを備えたIIGSアップグレードの背面

1986年9月の発売時に、AppleはApple IIeをIIGSにアップグレードするキットを販売すると発表した。これは、Apple IIの初期から1997年にスティーブ・ジョブズがAppleに復帰するまでの間、ロジックボードのアップグレードを可能にするAppleの慣習を踏襲したものである。IIeからIIGSへのアップグレードは、IIeロジックボードを16ビットのIIGSロジックボードに置き換えるものだった。ユーザはApple IIe本体をAppleの正規販売店に持ち込み、IIeロジックボードとケースの下部ベースボードをApple IIGSロジックボードと新しいベースボード（新しい内蔵ポート用の切り欠きがある）に交換した。IIeの前面に貼られていたIDバッジは、新しい金属製のステッカーに交換され、マシンのブランド名が変更された。IIeのケースの上半分とキーボード、スピーカ、電源はそのまま残される。オリジナルのIIGSロジックボード（1986年から1989年半ばに生産されたもの）には、IIe電源とキーボードの電気的接続があるが、工場出荷時にプラグコネクタが実装されているものは約半数で、これはほとんどアップグレードキットのために確保されたものだった。

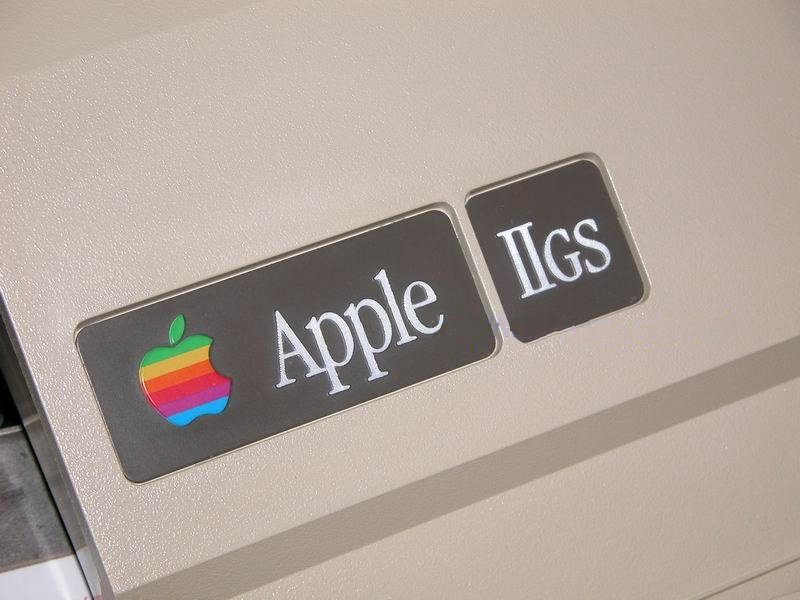
Apple IIeからIIGSへのアップグレードで使用されるフロントリッドの交換用ネームプレート

アップグレードには500ドルかかり、さらに既存のApple IIeマザーボードを下取りがあった。マウスは付属せず、キーボードは機能的ではあるがテンキーがなく、Apple Desktop Busのキーボードのすべての機能を模倣しているわけでもなかった。また、Apple IIGS用にデザインされたカードの中には、Apple IIeの斜めのケースに入らないものもあった。結局、3.5インチフロッピードライブ、アナログRGBモニター、マウスを購入すると、ほとんどのユーザはアップグレードによる出費をあまり節約できないことに気づいた。

## ソフトウェア機能
Apple IIGS上で動作するソフトウェアは、大きく2つに分けられた。IIeやIIcなど初期のApple IIと互換性のある8ビットソフトと、MacintoshのGUIをほぼ再現するなど高度な機能を持つ16ビットIIGSソフトであった。

### 8ビットのApple IIとの互換性
Appleは、IIGSが現代のApple IIソフトウェアと95％の互換性を持っていると主張している。例えば、あるレビュアーは1977年のApple IIでカセットに入っていたデモプログラムをうまく走らせたという。IIGSは、Appleの初期のApple IIオペレーティングシステムをすべて実行することができる。Apple DOS、ProDOS 8、Apple Pascalである。また、これらのシステム上で動作するほぼすべての8ビットソフトウェアと互換性があります。Apple II+、IIe、IIcと同様に、IIGSにもApplesoft BASICと機械語モニタ（非常に簡単なアセンブリ言語プログラミングに使用可能）がROMに含まれており、ディスクからオペレーティングシステムをロードしない状態でも使用可能である。IIGSのコントロールパネルでプロセッサ速度を下げない限り、8ビットのソフトは2倍の速度で動作する。

### システムソフトウェア
Apple IIGSシステムソフトウェアは、Macintoshに非常によく似たGUI（グラフィカル・ユーザー・インターフェース）を採用しており、PC用のGEMや現代のAtariやAmiga コンピュータのオペレーティングシステムにやや似ている。システムソフトウェアの初期バージョンは、8ビットのApple IIコンピュータ用のオリジナルのProDOSオペレーティングシステムをベースとしたProDOS 16オペレーティングシステムをベースにしている。16ビットのApple IIGSソフトウェアがその上で動作するように修正されたが、ProDOS 16は大部分が8ビットコードで書かれており、IIGSの能力を十分に生かしきれていない。システムソフトウェアのバージョン4.0以降では、ProDOS 16はGS/OSと呼ばれる新しい16ビットオペレーティングシステムに置き換えられた。このGS/OSは、IIGSの特徴を生かし、多くの新機能を搭載している。IIGSシステムソフトウェアは、開発期間中に大幅な改良と拡張が行われ、1993年に最終正式版であるSystem 6.0.1がリリースされた。2015年7月、フランスのコンピュータグループのメンバーが、非公式ながら、そのシステムソフトウェアのバグ修正を中心とした新バージョン「システム6.0.2」（後にシステム6.0.3、6.0.4と続く）をリリースした。

#### グラフィカルユーザインターフェイス
IIGSのシステムソフトウェアは、Mac OSと同様、ウィンドウ、メニュー、アイコンといった概念を用いたマウス駆動型のグラフィカルユーザーインターフェースを提供した。これは、コンピュータのROMにあるコードとディスクから読み込むコードの「ツールボックス」によって実装されている。一度に実行できる主要なアプリケーションは1つだけだが、デスクアクセサリと呼ばれる他の小さなプログラムを同時に使用することは可能である。IIGSには、Mac OSとよく似たFinderというアプリケーションがあり、ファイルの操作やアプリケーションの起動が可能である。デフォルトでは、コンピュータの起動時と、そこから起動したアプリケーションを終了するときに Finderが表示されるが、起動するアプリケーションはユーザが変更することが可能である。
ソフトウェア会社からは、AppleがIIGS専用ソフトを作るための技術情報や開発ツールを提供してくれないという不満が出た。1988年、Compute!は、CinemawareとIntergalactic Developmentの両社が、IIGSオーディオを最大限に活用するために独自ツールを書かねばならなかったと報告し、後者は「この種の問題は...業界全体でよく知られるようになっている」と述べた。

#### Extensibility
IIGSシステムソフトウェアは、さまざまな仕組みで拡張することができる。新しいデスクアクセサリは、電卓から簡単なワープロまでの小さなプログラムで、標準的なデスクトップアプリケーションを実行しながら使用することができる。クラシックデスクアクセサリも他のアプリケーションを実行しながら利用できる小さなプログラムだが、テキスト画面を使用するので、デスクトップアプリケーション以外からでもアクセスできる。その他、コントロールパネルや初期化ファイルなど、システムに様々な機能を追加することができる仕組みがある。Finder ExtrasはFinderに新しい機能を追加でき、ドライバは新しいハードウェアデバイスをサポートし、ユーザは他のプログラムが簡単に利用できる様々な機能を提供する「ツール」を追加することができる。これらの機能は、「Marinetti」と呼ばれるTCP/IPスタックなど、システムの設計者が予定していなかった機能を提供するために使用することができる。

### マルチタスク機能
サードパーティ製のUNIXライクなマルチタスクカーネル「GNO/ME」が製作され、GUI下で動作し、プリエンプティブなマルチタスクが提供される。また、The Managerと呼ばれるシステムにより、FinderをMacintoshのものに近づけ、協調的マルチタスクにより主要ソフト（「付属」プログラム以外）を同時に実行できるようになった。

## 評価
BYTE誌は1986年10月、「Apple IIGSの設計者の功績は目覚しいが、COBOLやバッチ処理と同様に今や由緒ある（そして時代遅れの）クラシックApple IIアーキテクチャの重荷が彼らを苦しめ、小型化の練習以上の技術的飛躍を否定したかもしれない」と述べている。さらに同誌は、Macintosh、Commodore Amiga、Atari STなどの「（古典的な）Apple IIとの互換性に縛られ、（IIGSは）現在のコンピューターの能力に近づいてはいるが、それ以上にはならない」とし、多くのベンダーがIIGSの能力を十分に引き出す「新しいソフトウェアを書くのではなく、（古典的な）Apple II用に既存の製品を強化するだろう」と予想している。
9月に次期Apple IIには「（少なくとも）1メガバイトのRAMが必要だ・・・それが市場の望みだ」と警告したinCider は、11月に「Apple IIGSでしか動かないプログラムに時間とお金を投資するリスクを冒すよりも、多くのソフトウェア開発者は単に古いApple IIプログラムをアップグレードした」とし、「現時点でIIGS専用の最も興味深いプログラムは、古き良き128K Apple IIeとIIc用に同時リリースされたLearningWays社のExplore-a-Storyだ」と報じた。同誌は最後に「教訓は単純だ。優れたハードウェアは、たとえ革新的なハードウェアであっても、一夜にして優れた新しいソフトウェアを生み出すことはない。" と結んだ。
Nibbleは、「スティーブ・ウォズニアックの夢のマシン」に対して「ファンタスティック」な価格と、より肯定的な評価を下している。IIGSのApple IIとの互換性、グラフィック、サウンドを「信じられないほど」高く評価し、速度が遅いことだけがMacintoshに大きく劣っていると述べ、Appleが近いうちに2つの製品ラインをよりよく区別するための新しい製品を発表すると予想した。そして、「IIGSは信じられないほど素晴らしいコンピュータであり、チップと抵抗器をハンダ付けした最も優れた集合体であることは間違いない」と結んでいる。Appleの皆さん、Apple IIのユーザーコミュニティを代表して、感謝と賞賛を贈ります。" と結んだ。
Compute!は1986年11月にIIGSを「2つのマシンが1つになった製品。MacintoshとApple IIeの間のギャップを埋めるもので、そうすることでCommodore AmigaやAtari STシリーズと真剣勝負になるかもしれない」、IIGSのグラフィックは以前のApple IIと「昼と夜のように違う」、オーディオは「独自のクラスで......」、[多くの音楽ファンやマニアにとってIIGSの値段は正当化される」と評した。同誌は「100人を超える外部の開発者がIIGS用のソフトを積極的に作っている」と報じ、「IIGSの利点を生かした新しい製品が開発されれば、人々は純粋なApple IIから、性能が向上した新しいタイトルに移行するだろう」と予測した。

## 技術仕様

### マイクロプロセッサ
- WDC65C816 2.8MHz
- 8ビットまたは16ビットレジスタを備えた8ビットデータバス
- 16ビットアドレスバスと多重化バンクアドレスを使用した24ビットアドレス指定

### メモリ
- 内蔵RAMの1MB （Apple IIは256kBだけだった）（8MBに拡張可能）

- 内蔵ROM 256kB（Apple IIは128kB）

### ビデオモード

#### エミュレーションビデオ
- 40列および80列のテキスト、24行（前景色、背景色、ボーダー色から16色選択可能）[19]
- 低解像度。40×48（16色）
- 高解像度：280×192（6色）[20]
- ダブル低解像度：80×48（16色）
- ダブル高解像度：560×192 (16色)
- 高解像度：280×192（6色）[20]

#### ネイティブビデオ
- 超高解像度（320モード）
  - 320×200（16色、4,096色パレットから選択可能）
  - 320×200（256色、4,096カラーパレットから選択可能）[21]
  - 320×200（3200色、4,096カラーパレットから選択可能）[21]
- 超高解像度（640モード）
  - 640×200（4色、4,096色パレットから選択可能）
  - 640×200（16色のディザリング、4,096色のカラーパレットから選択可能）[22]
  - 640×200（64色、4,096色パレットから選択可能）[21]
  - 640×200（800色、4,096色パレットから選択可能）[21]
- 塗りつぶしモード
  - 320×200、最大60フレーム/秒のフルスクリーンアニメーション用にオンザフライで入力される画面のセクション
- ミックスモード
  - 320/640×200、ラインごとに選択可能な水平解像度

### オーディオ
- Ensoniq5503デジタルオシレーターチップ
  - 8ビット深度オーディオ
  - 64kBの専用サウンドRAM
  - 32オシレーターチャンネル（ペアリングすると15ボイス）[23]
  - 8つの独立したステレオスピーカチャンネルのサポート[24]

### 拡張
- 7つのApple IIバススロット（50ピンカードエッジ）[25]
- IIGSメモリ拡張スロット（44ピンカードエッジ）[26]

### 内部コネクタ
- ゲーム I/Oソケット（16ピンDIP）
- Ensoniq I/O拡張コネクタ（7ピンモレックス）

### 専用チップコントローラ
- フロッピードライブ用のIWM（ Integrated Woz Machine ）
- ビデオ用VGC（ビデオグラフィックスコントローラ）
- Mega II （Apple IIeコンピューターオンチップ）
- Ensoniq 5503 DOC（サンプルベースの合成）
- Zilog Z8530 SCC（シリアルポートコントローラ）
- Apple DesktopBusマイクロコントローラ
- FPI（Fast Processor Interface）またはCYA（Control Your Apple）[27]

### 外部コネクタ
- NTSCコンポジットビデオ出力（RCAコネクタ）
- ジョイスティック（DE-9）
- オーディオ出力 （1⁄8インチ フォノジャック）[24]
- プリンタ-シリアル1（ミニ-DIN8）
- モデム-シリアル2（ミニ-DIN8）
- フロッピードライブ（D-19）
- アナログRGBビデオ（DA-15）
- Apple Desktop Bus（mini-DIN4）

## 改訂履歴
1986年9月から1992年12月まで生産されたApple IIGSは、発売当初から比較的変化が少ない製品だった。しかし、この間、Appleは主に2つの新しいROMベースのアップデートとロジックボードの改良を含むシステムのメンテナンス・アップデートを行った。また、このマシンの機能を大幅に向上させたプロトタイプがいくつか設計、製造されたと噂されていたが、これまでに公開されたのは"Mark Twain"1台のみである。以下に、Appleから公式に発表されたリビジョンとアップデートのみを記載する。

### オリジナルファームウェアリリース（「ROMバージョン00」）
このマシンの製造の最初の1年間は、ほとんどベータ版のような初期のファームウェアがマシンに同梱され、バグが目立っていた。この制限には、内蔵RAMディスクを4MBより大きく設定できないこと（より多くのRAMが存在する場合でも）、ファームウェアがごく初期のSystem 1.xツールセットを含んでいたことなどがある。1987年後半以降に書かれたほとんどのApple IIGSのネイティブソフトウェアと互換性がなくなり、OSのサポートもSystem 3までしか続かなくなった。オリジナルROMの起動時のスプラッシュ画面は、画面中央上部に「Apple IIgs」の文字が表示されるのみで、これまでのApple IIの機種と同じ方法で識別される。

### ビデオグラフィックスコントローラー（VGC）の交換
このマシンのごく初期の生産ラインでは、ビデオグラフィックコントローラ（VGC）チップに欠陥があり、エミュレートされた（IIe/IIc）ビデオモードでは奇妙な外観上の不具合が発生した。具体的には、80列のテキスト表示とモノクロのダブル高解像度グラフィックで、文字とピクセルの隙間に小さなフリッカーや静的なピンクのビットが現れる症状があった。多くのユーザは、AppleWorks classicやSystem 1、2の一部であるMousedeskアプリケーションを使用する際に、この現象に気づいた。Appleはこの問題を解決するために、該当するユーザに対しVGCチップの無償交換サービスを提供した。

### 2番目のファームウェアリリース（「ROMバージョン01」）
1987年8月、Appleは新ROMをリリースし、すべての新しいマシンに同梱され、既存の所有者には無料のアップグレードとして提供された。新ROMの主な特徴は、System 2.xツールセットの搭載といくつかのバグフィックスであった。Appleを含むソフトウェア開発会社は、オリジナルROMのリリースと同時にサポートを打ち切ったため（1987年後半以降に書かれたApple IIGSのネイティブソフトウェアのほとんどは、ROM 01以上でないと動作せず、GS/OSオペレーティングシステムもこれに該当する）、アップグレードは不可欠なものであった。このアップデートでは、RAMディスクを8MBまで使用できるようになり、プログラマ向けの新機能が追加され、起動時のスプラッシュスクリーンにROMのバージョンと著作権情報が表示されるようになった。

### 標準RAMが512KBへ増加
1988年3月、Appleは、Apple IIGS本体に512KBのRAMを標準搭載して出荷を開始した。これは、別売りの「Apple IIGS Memory Expansion Card」をメモリ拡張スロットに装着することで、256KBのRAMが搭載され、さらに拡張するためのソケットが空くというものであった。ロジックボード上の内蔵メモリは256KBのままであり、既存ユーザーにはアップグレードの案内はなかった。

### 3番目のファームウェアリリース（「ROMバージョン3」）; 1MBのRAM
1989年8月、AppleはIIGSに標準搭載されているRAMを1.125MBに増量した。このとき追加されたメモリはロジックボード上に搭載され、レイアウトの変更が必要となったが、その他の細かい改良も可能であった。このアップデートでは、新しいロジックボードと新しいROMファームウェアのアップデートが行われたが、どちらも既存のオーナーにはアップグレードオプションとして提供されなかった（2チップになった新しいROMは、オリジナルのシングルソケットロジックボードと互換性がない）。アップグレードが提供されなかった理由として、Appleは、System 5とフル装備のApple IIGS Memory Expansion Cardをインストールすれば、新しいマシンの機能のほとんどを既存のマシンで得ることができるためとしていた。
新しいROMファームウェアは256KBに拡張され、System 5.xのツールセットが含まれていた。新しいツールセットは、ディスクからの読み込みが少ないこと、ツールROMの読み込みがRAMより速いこと、古いツールセット（GS/OS以前のもの）に比べてルーチンが高度に最適化されていることなどから、マシンの性能を最大10％向上させることができた。いくつかのバグフィックスに加え、より多くのプログラマ支援コマンドと機能、マウスコントロールとRAMディスク機能を改善したクリーンなコントロールパネル、より柔軟なAppleTalkサポートとスロットマッピングが追加された。
ハードウェア面では、新しいロジックボードは消費電力を抑えたシンプルなデザインで、オリジナルロジックボードに搭載されていたエンソニックのシンセサイザーと干渉するオーディオノイズの問題を解決していた。RAMは4倍以上、ROMも2倍以上内蔵され、強化されたApple Desktop Busマイクロコントローラにより、スティッキーキーのネイティブサポート、マウスエミュレーション、キーボードLEDサポート（拡張キーボードで利用可能）などが実現されている。テキストページ2のハードウェアシャドウイングが導入され、クラシックなApple IIのビデオモードとの互換性とパフォーマンスが改善された。内蔵バッテリが取り外し可能なソケットに収納され、ユーザによる修理が可能となった。また、テキストベースのコントロールパネルをロックアウトするためのジャンパー位置が追加された（主に学校環境で有効）。Apple IeからIIGSへのアップグレードのためのサポートは削除され、コスト削減のため、いくつかのチップはソケットではなく、ハンダ付けとなった。新しいファームウェアはこのロジックボードでしか動作せず、ファームウェアのアップデートも発行されなかったため、ユーザたちはこのバージョンのIIGSを通称「ROM 3」と呼んでいた。

## 国際版
それ以前のApple IIeやApple IIcの内蔵キーボードと同様に、取り外したIIGSキーボードも販売地域によって異なり、一部のキーには現地語の文字や記号が余分に印刷されている（例えば、カナダのIIGSキーボードには「à」「é」「ç」などのフランス語アクセント文字、イギリスのIIGSキーボードには英国ポンド「￡」記号があるなど）。しかし、これまでのApple IIとは異なり、キーの配列や形状は各国共通規格であり、コンピュータ内部のROMも各国のキーボードに対応するなど、共通化されていた。ローカル文字セットのレイアウトや表示を利用するには、内蔵のソフトウェアベースのコントロールパネルで設定を変更することになるが、このコントロールパネルには、ビデオ画面のリフレッシュを50/60Hzに切り替える方法も用意されていた。コンポジットビデオ出力は、IIGSではNTSCのみとなっており、PAL圏ではRGBモニタやRGB SCARTを搭載したテレビを使用することになる。このように国際化を選択することで、どのマシンも迅速かつ容易にローカライズすることができる。また、Apple IIcと同様、QWERTYキーボードとDVORAKキーボードの切り替えも可能である。北米以外では、Apple IIGSは異なる220Vのクリップイン電源で出荷されており、物理的な違いはこれとプラスチック製のキーキャップだけだった（非ローカライズマシンをローカルマシンに変換するという意味でも、非常にモジュール化されていた）。

## Gus
Apple IIeカードは、Apple IIeのユーザをMacintosh LCに移行させるため、特にApple IIのソフトウェアに大きな投資をしていた学校向けに設計された。AppleはLCのプラグインIIGSカードを作ることを検討したが、販売コストがLC全体と同じくらいになると感じ、断念した。しかし、教育現場ではIIGSのソフトウェアにも大きな投資をしていたため、MacintoshへのアップグレードはApple IIeのときほど魅力的なものではなくなっていた。その結果、AppleのソフトウェアデザイナであるDave LyonsとAndy Nicholasは、空き時間にGusというPower Macintoshのみで動作するIIGSソフトウェアエミュレータを開発するプログラムを率先して行っ。。Appleはこのプロジェクトを公式にはサポートしていない。しかし、教育関係者のMacintoshへの移行支援が必要と考えたAppleは、秘密保持契約を結んだ学校やその他の機関に非公式にソフトウェアを無償で配布した。一般に販売されることはなかったが、現在では多くのサードパーティ製クラシックApple IIエミュレータとともに、インターネット上で容易に入手することができる。 Gusは、MacWorksやMac OS X Classic環境など、Apple社内で（公式またはその他の方法で）開発された数少ないソフトウェアエミュレータの1つを代表している。このアプリケーションは、WWDC 1997にて、Rhapsody上のBlue Boxでデモされた。

## 遺産
長期間Macintoshの入力周辺機器のほとんどを占めていたApple Desktop Busは、当初Apple IIGSのためにスティーブ・ウォズニアックが開発した。また、その他のポートの標準化やSCSIの追加により、Appleは初めてApple IIとMacintoshの両方の製品ラインで周辺機器を統合し、1つのデバイスで複数の異なるコンピュータに対応できるようにする基準を設定した。
また、IIGSはApple製品として初めて、ブランドを統一する新しいカラースキーム、Appleが「プラチナ」と名付けた薄い灰色を採用した製品でもある。この色は、その後10年間、大半の製品に採用されるAppleの標準色となった。IIGSは、Appleがプロダクトデザインを依頼していたフロッグデザインによるApple IIcに次ぐ主要コンピュータのデザインであり、新しいコーポレートカラーと合わせた周辺機器とともに、その後5年間独占的に使用され、Apple製品ラインが世界中ですぐに認識されるようになったスノーホワイトデザイン言語を正式に開始した。
Apple IIGSにプロ仕様のサウンドチップが搭載されたことは、開発者にもユーザにも歓迎され、Macintoshへの搭載が期待されたが、アップル・コアから訴訟を起こされることになった。Appleは、レコード会社との以前の商標紛争の一環として、音楽関連製品をリリースしないことに合意していた。Appleは、IIGSにエンソニック製チップを搭載することは、この協定に違反するものであると考えた。

### 開発者
id Softwareの共同設立者であるジョン・カーマックは、ジョン・ロメロやトム・ホールとともに、Apple IIGS用の商用ソフトを書くことからキャリアをスタートさせる。1981年のApple II用ゲーム「Castle Wolfenstein」をベースにした「Wolfenstein 3D」は、1998年にApple IIGS用にリリースされ、一挙に注目を浴びた。
ウィル・ハービーのデザインした「Zany Golf」と「The Immortal」は、Apple IIGSのゲームとして生まれ、Sega Genesisなど他のプラットフォームに移植され、ビデオゲームの主流となった。
パンゲア・ソフトウェアは、Apple IIGSのゲーム開発会社としてスタートした。ノーティードッグはクラシックマシンであるApple IIから始まったが、後にIIGS向けに開発した。

## 噂とキャンセルされた開発
1988年8月、inCider誌は、Appleが新しいApple IIGSを開発中であると報じた。より高速なCPU、改良されたグラフィック（垂直解像度が2倍、スキャンラインあたり256色、画面あたり4096色）、768kBのRAM、256kBのROM、128kBのサウンドDOC-RAM、SCSIポート内蔵と記載されていた。この年、新しいマシンは登場しない。
1989年、Compute! は、Appleが5月のAppleFestで、2～3倍速いプロセッサ、768kBから1MBのRAM、SCSIポートを備えた「IIGS Plus」を発表するという憶測を報じた。この憶測は、Appleのジョン・スカリーCEOが、IIGSは1989年に新しいCPUを搭載すると発言したことに一部基づいていた。新しいコンピュータは現れなかったが、8月にIIGSは基本構成に1MB RAMを搭載して出荷を開始した。

## 参照
- Apple IIc Plus